# Angelo Motta
Angelo Motta (Gessate, 8 settembre 1890 – Milano, 26 dicembre 1957) è stato un pasticciere e imprenditore italiano, fondatore dell'azienda alimentare omonima.

## Biografia
Angelo Motta nacque nel 1890 a Gessate, comune della provincia di Milano; Motta, di professione pasticcere, agli inizi del XX secolo si trasferì nel comune meneghino per apprendere il mestiere e qui, prima di partire per il servizio militare, divenne capolavorante. Finita poi la Grande Guerra, nel 1919 aprì il suo primo forno, avviando la produzione del panettone (dolce tipico natalizio destinato in futuro a rappresentare Milano), prima in forma artigianale e, in seguito, espandendo sempre più la sua attività fino a realizzare un grande stabilimento industriale e a trasformare la sua azienda in società per azioni. Alla fine degli anni quaranta inizia anche la produzione industriale di gelati.
Morì all'età di 67 anni nel 1957 per un infarto, dopo aver trascorso il Natale in famiglia.